# كويكنهوف
حديقة كوكينهوف (يعني اسمها حديقة المطبخ وتُعرف أيضًا باسم حديقة أوروبا) (بالهولندية: Keukenhof) هي حديقة في هولندا، وهي من أجمل حدائق العالم وأشهرها على الإطلاق، ولا يتمكن الهولنديون من الإستمتاع بجمالها سوى 3 أشهر فقط في العام؛ لأنها محمية طبيعية تضم مجموعة من أندر الزهور والطيور.
حديقة كوكينهوف تحتوي على أكثر من 7 ملايين زهرة، وعدد زوارها وصل في آخر يوم قبل إغلاقها إلى 825 ألف زائر.

## الموقع
تقع الحديقة في مدينة ليسه جنوب هولندا بين مدينتي أمستردام ولاهاي.

## تاريخ الحديقة
في القرن الخامس عشر الميلادي كانت المنطقة التي تقع فيها الحديقة منطقة بيئية «عذراء» مملوكة للكونتيسة جاكلين. عدا استخدامها في الصيد استخدمت منتجات المنطقة كأعشاب في مطبخ القصر، ومن هنا اكتسبت الحديقة تسمية (حديقة المطبخ).
في عام 1857 وضع المهندس الزراعي الإنكليزي زوشر خريطة الحدائق المحيطة بقصر كويكنهوف (المبني عام 1642) كما وضع أسس الحديقة الكبرى. في عام 1949 وكردّ على اقتراح مقدم من قبل مجموعة من زارعي الزهور البصلية تم اعتبار الحديقة كمعرض ربيعي للزهور وذلك لإتاحة الفرصة لهم كي يستعرضوا زهورهم.

## الوصف
يوجد حوالي مائة ممون أو مجهز مسوؤلين عن تجهيز الحديقة بالزهور البصلية كالنرجس والخزامى والزهرة المسماة بوقية إمبراطورية، والتي تنمو وتزهر في الأرض الكلسية والرملية. بشكل رئيسي توجد زهرة التوليب والتي يزرع منها حوالي أربعة ملايين ونصف المليون زهرة من مائة نوع مختلفة، أي أكثر من نصف عدد الزهور والمقدر عددها بسبعة ملايين. تبلغ مساحة الحديقة حوالي 32 هيكتار ويوجد فيها قرابة 2500 شجرة ويبلغ طول الطرق المخصصة للمشي حوالي 15 كيلومترا. وبهذا تعتبر حديقة كويكنهوف كأكبر مقصد سياحي في هولندا بالأخص بالنسبة لمحبي الزهور الذين يمكنهم من الحديقة التسوق أيضا.
تُستعرض البصيلات ونباتات الأصص (النباتات المزروعة بوعاء) بصورة رائعة في أجنحة قصر كويكنهوف. يمكن مشاهدة زهور الأنتوريوم والأوركيد في جناح بياتريكس. أما في جناح فيلم-أليكساندر تُعرض الآلاف من زهور التوليب كما يقام في الحديقة في آخر 12 يوم من المعرض أكبر معرض لزهور الزنبق في العالم.

## معرض الصور

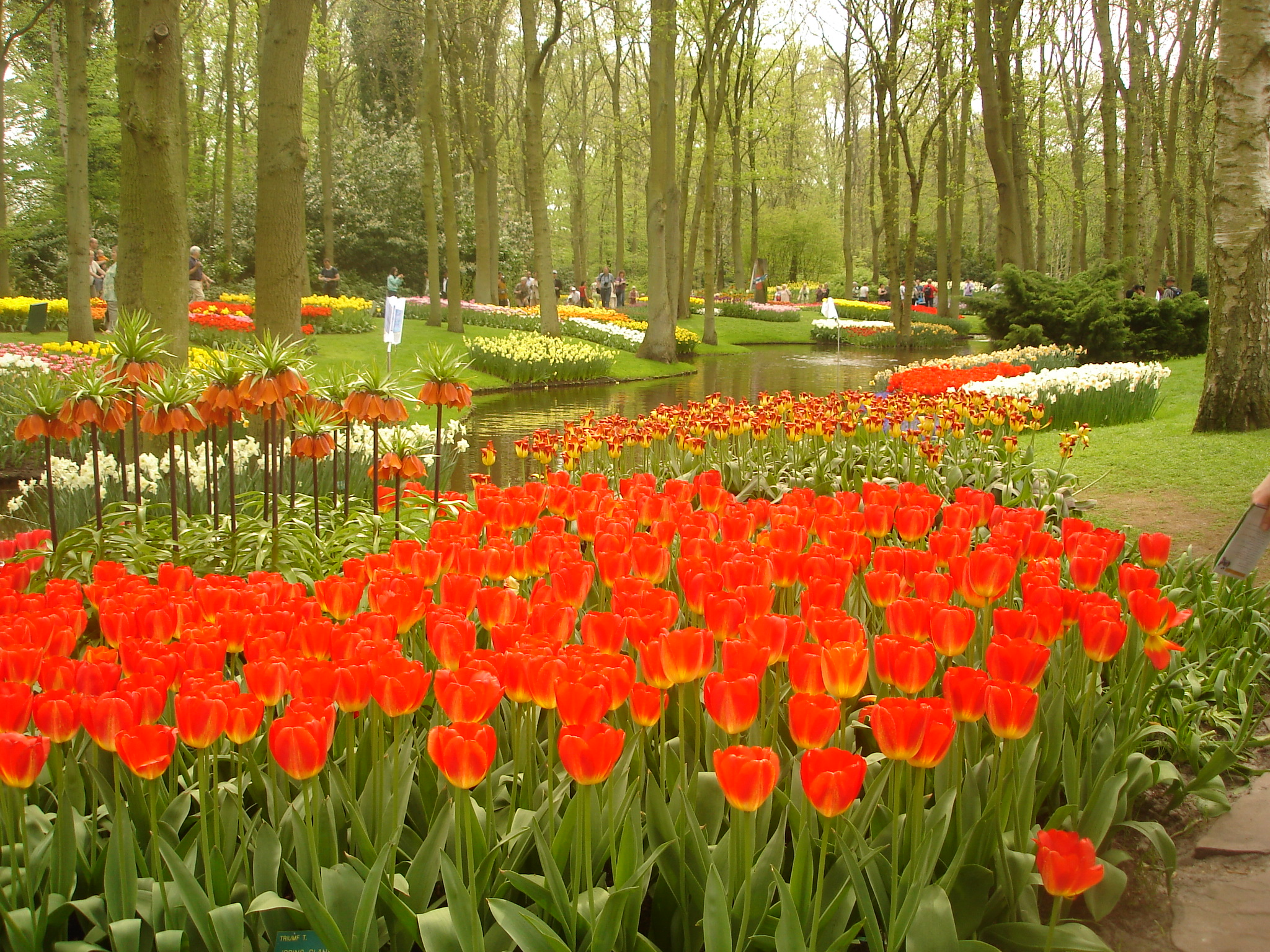
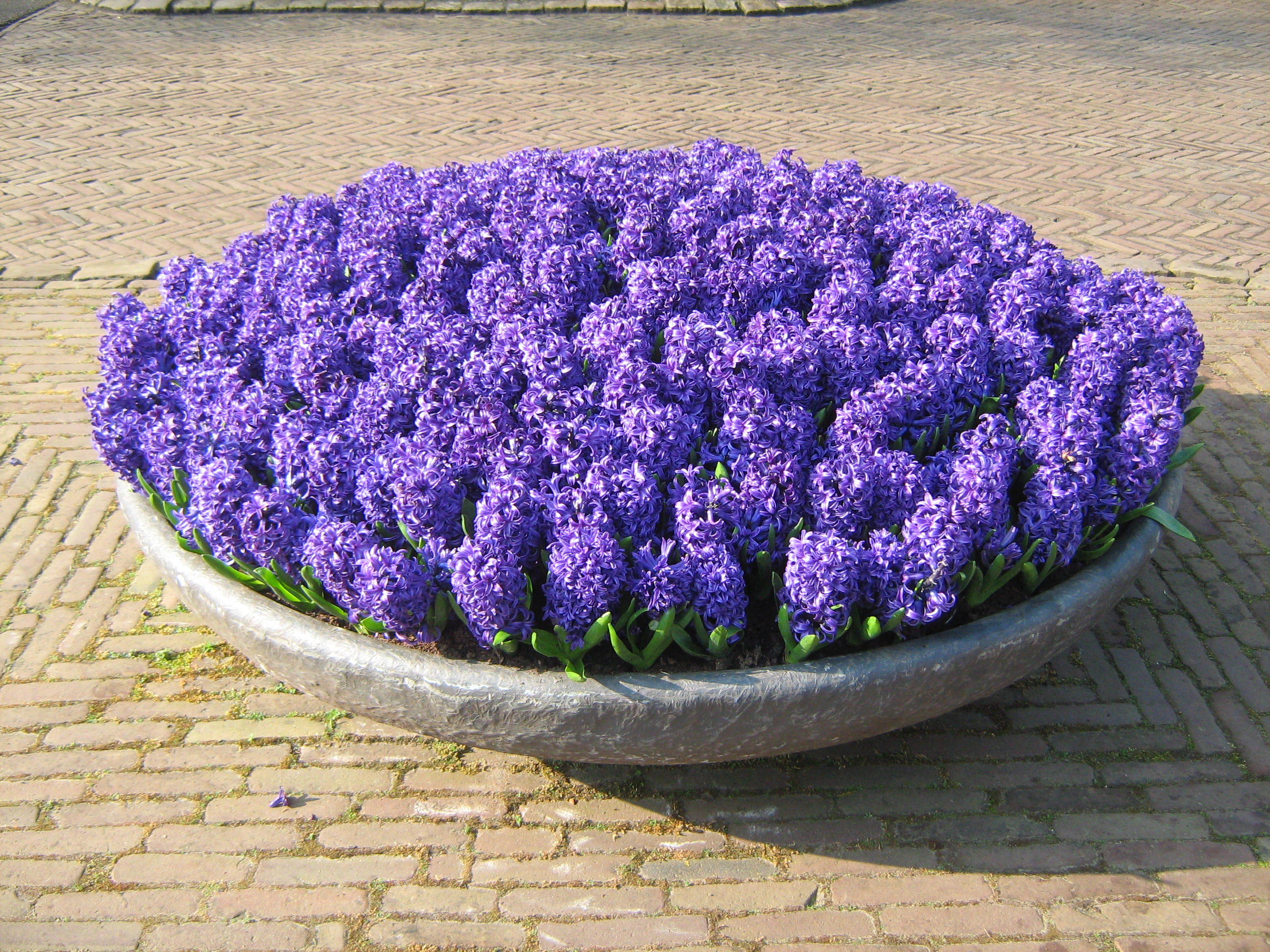
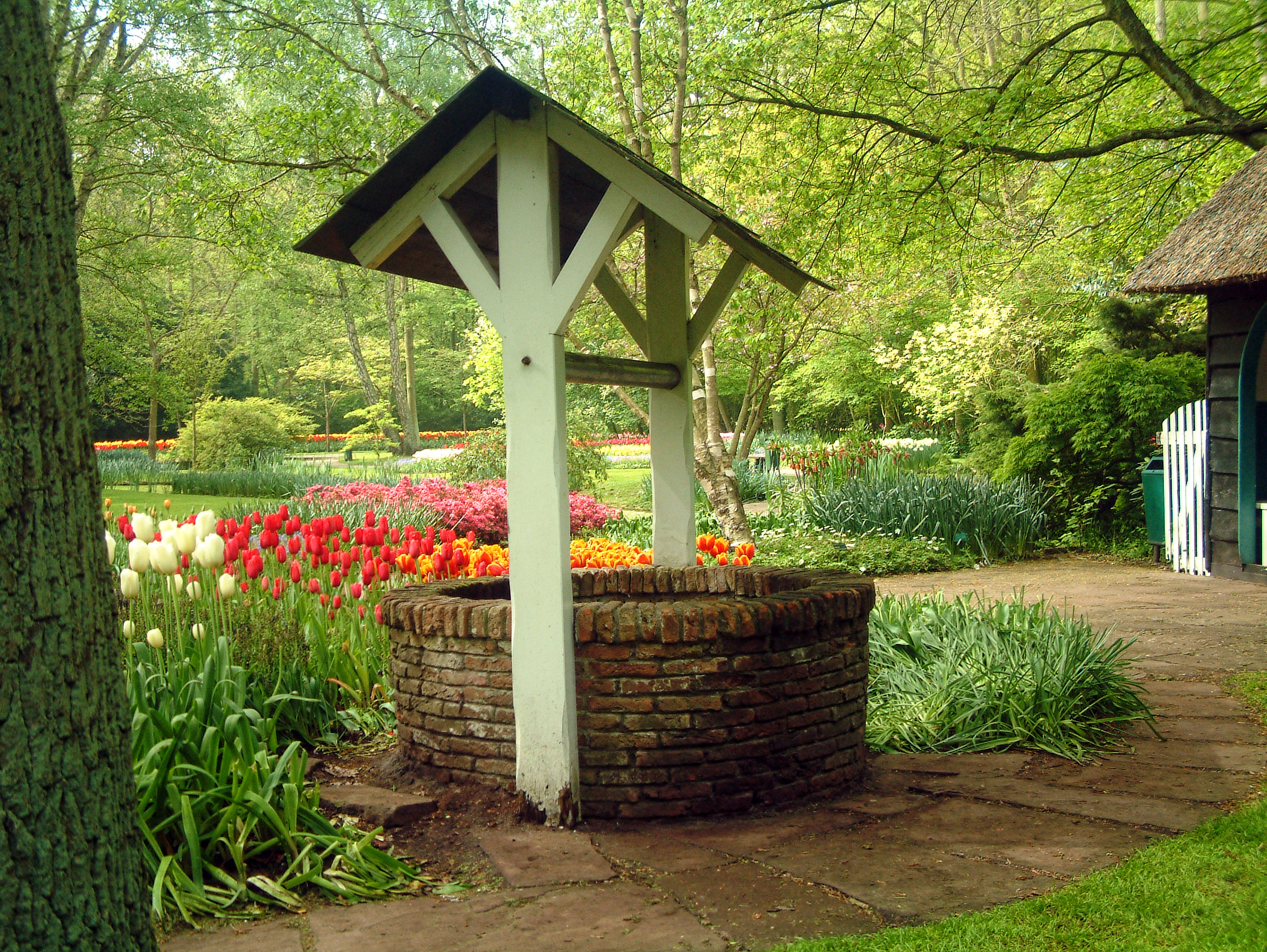
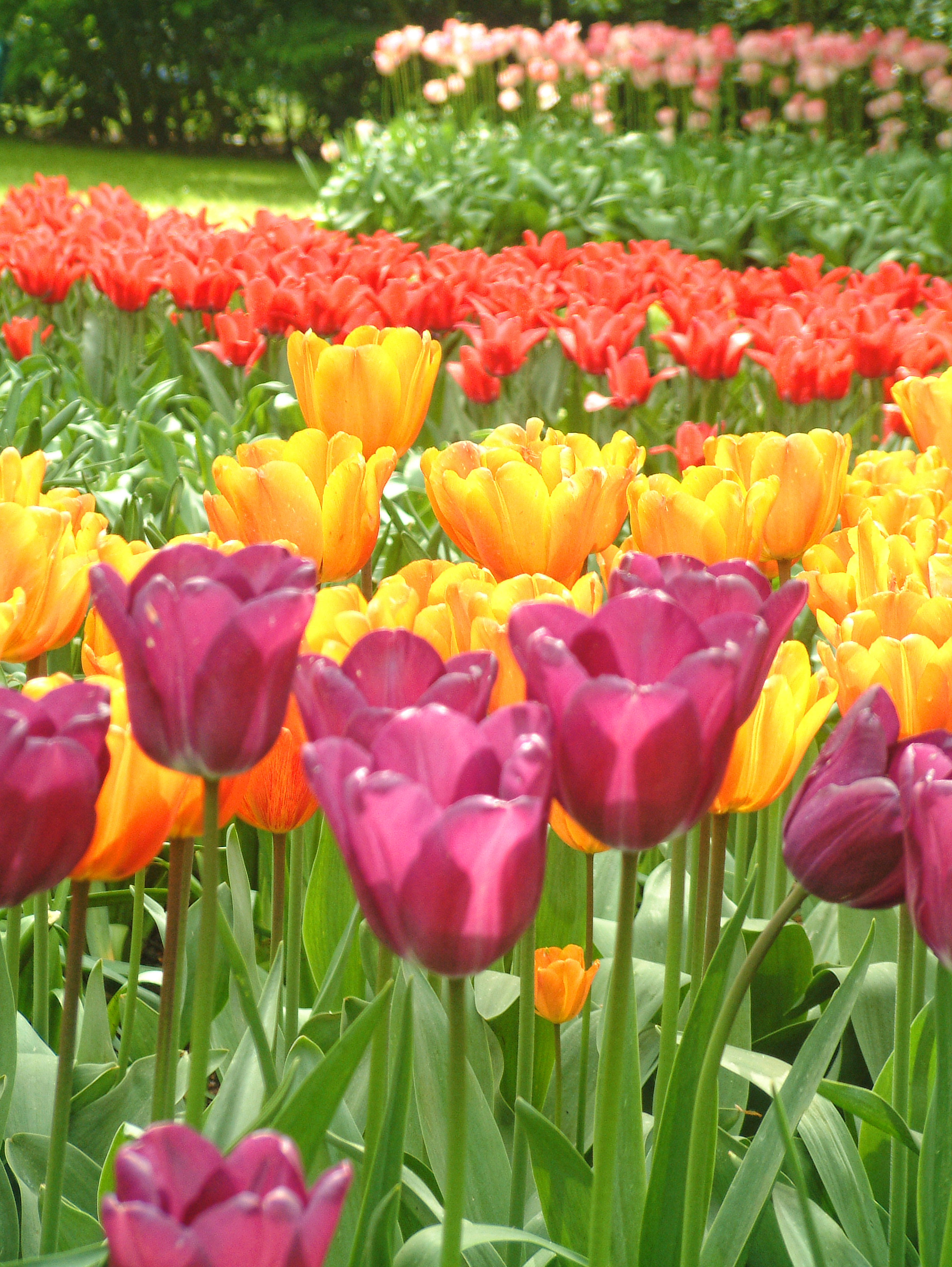
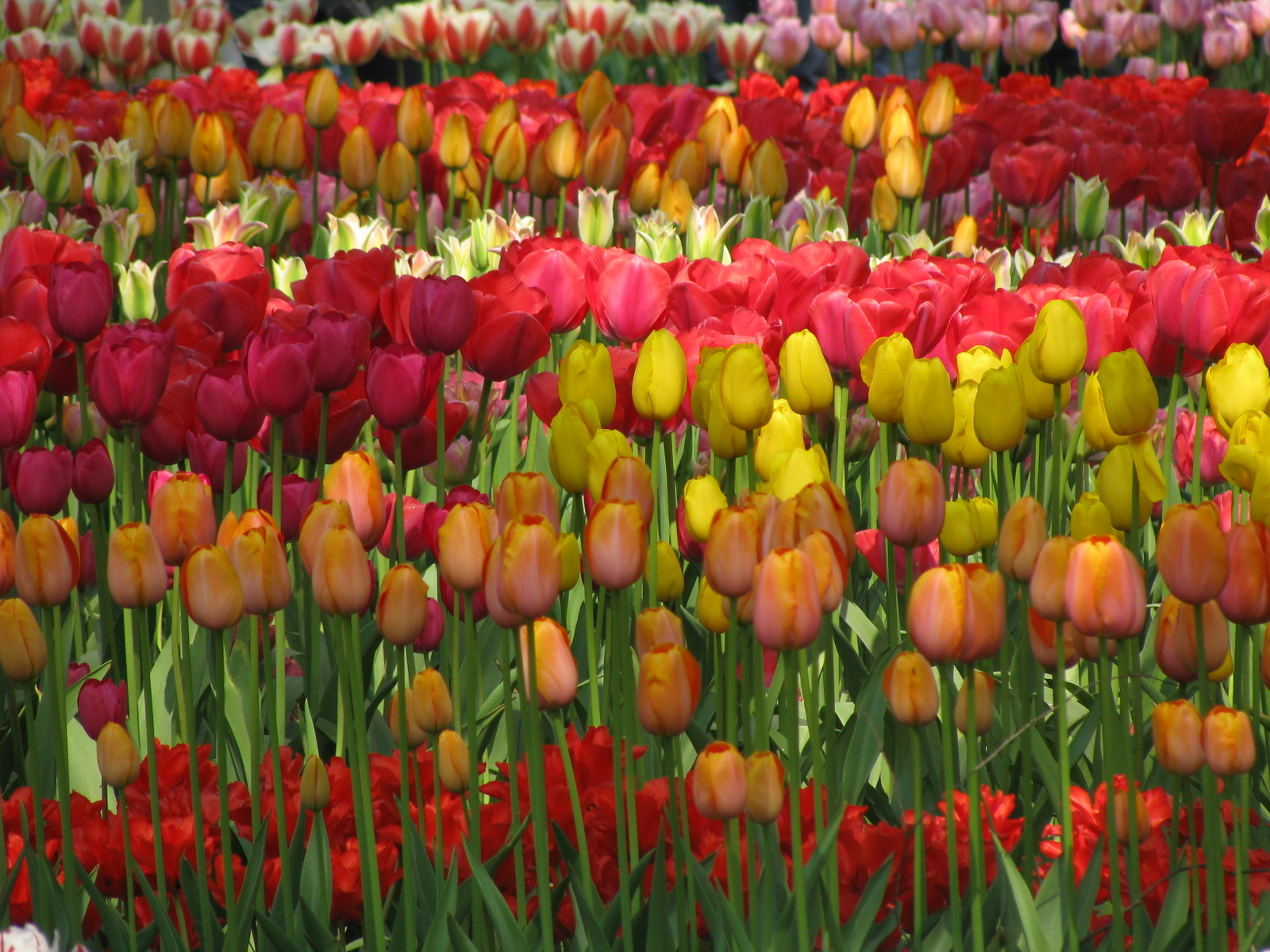
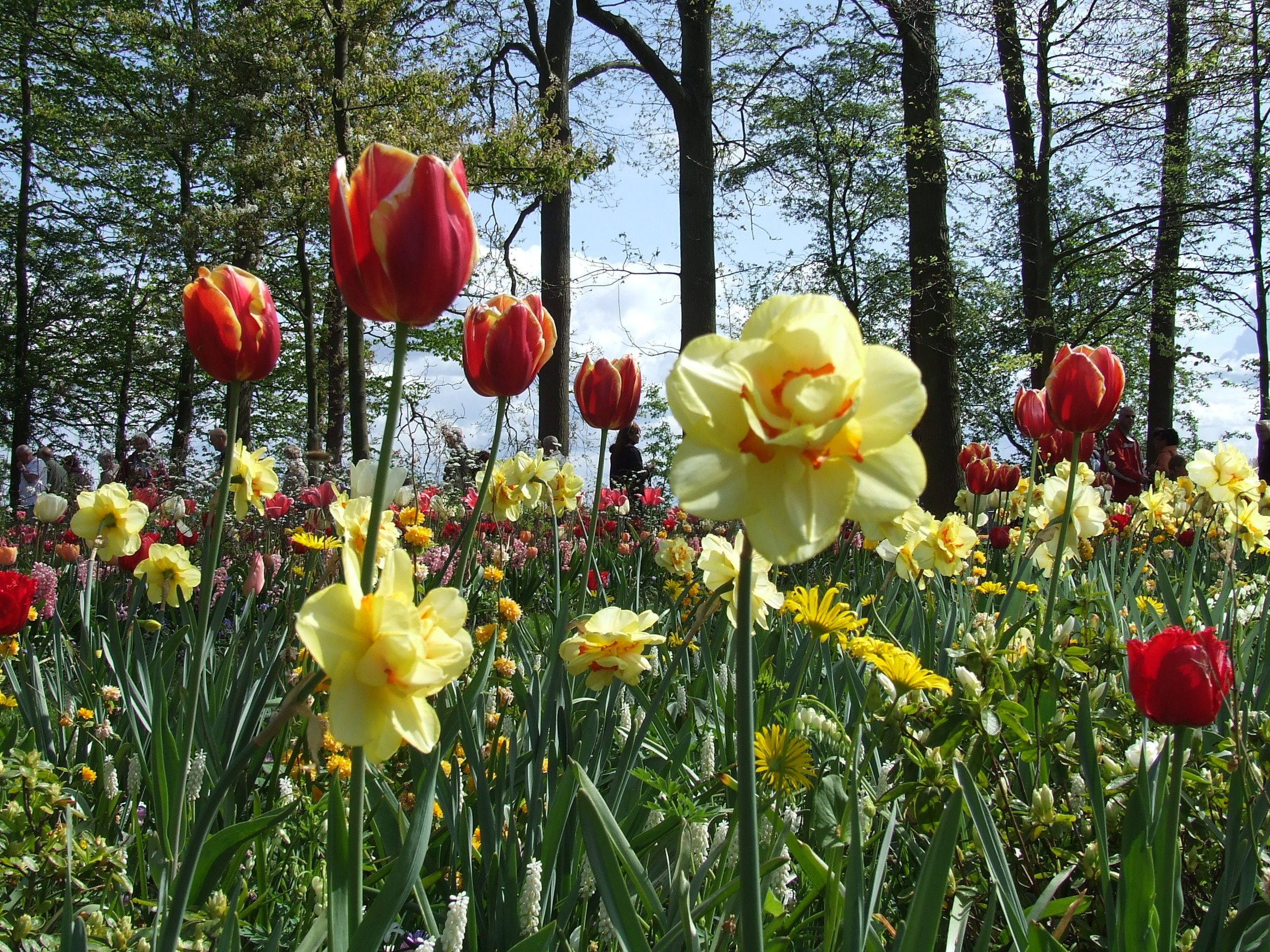
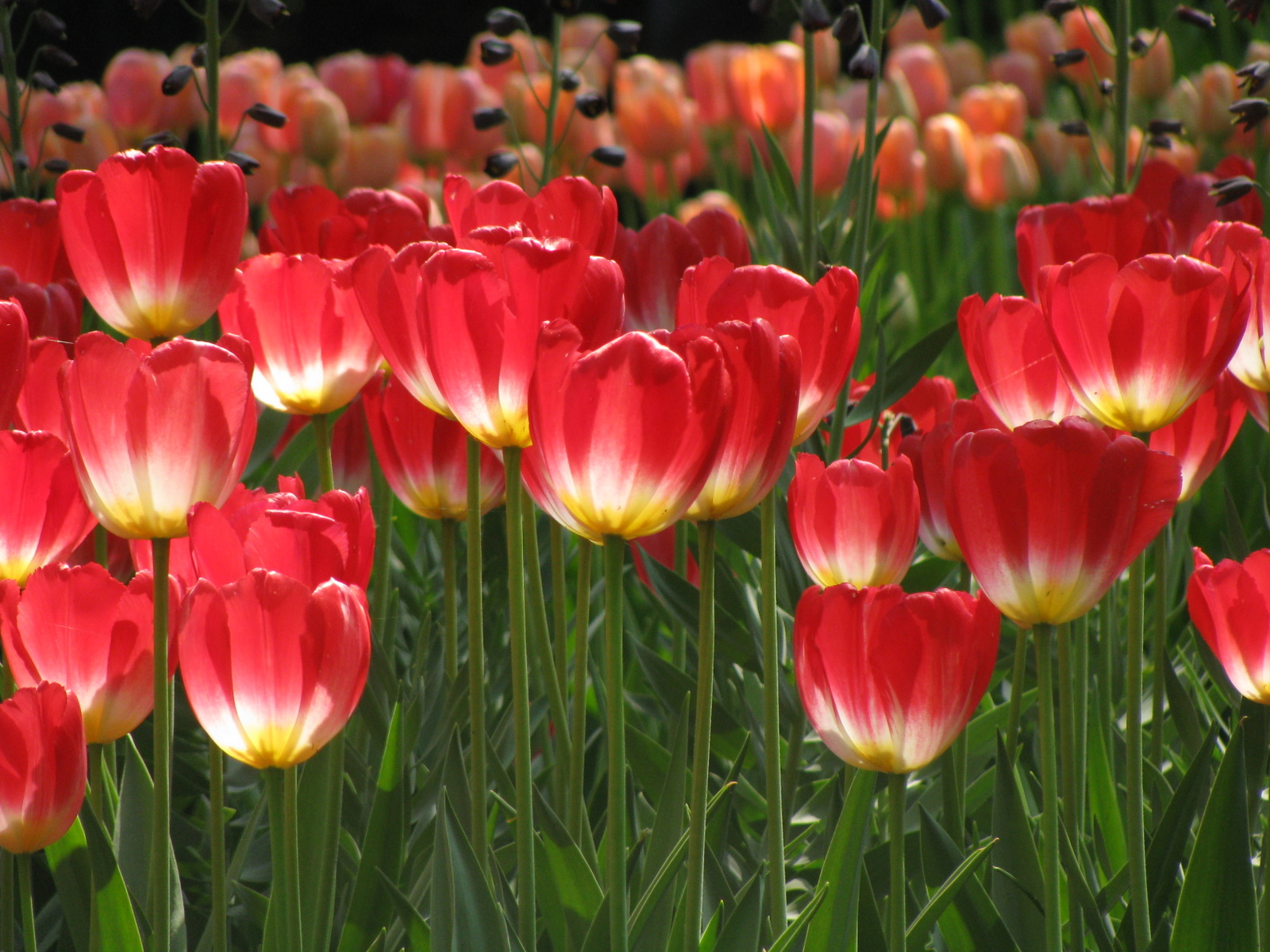
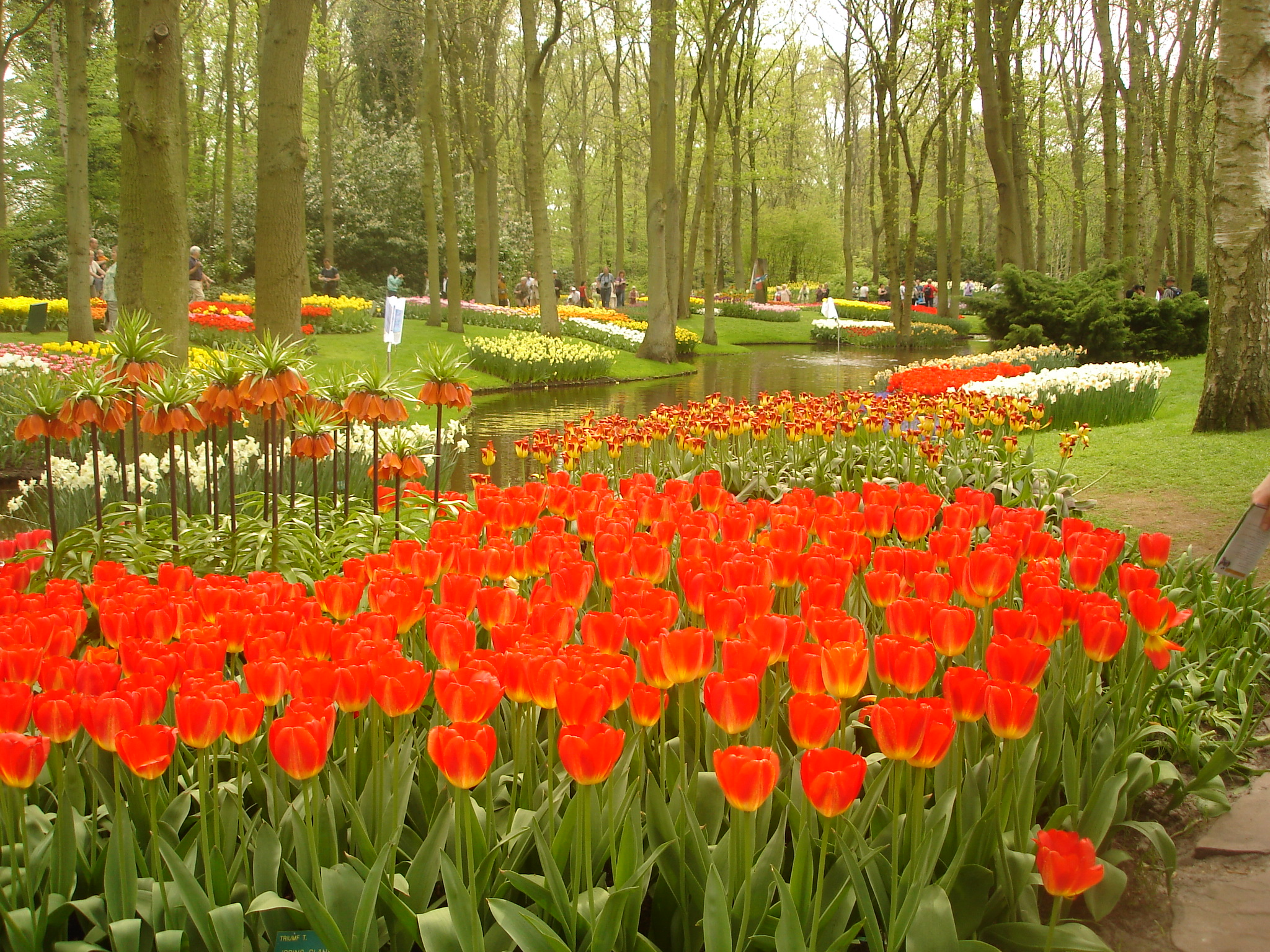
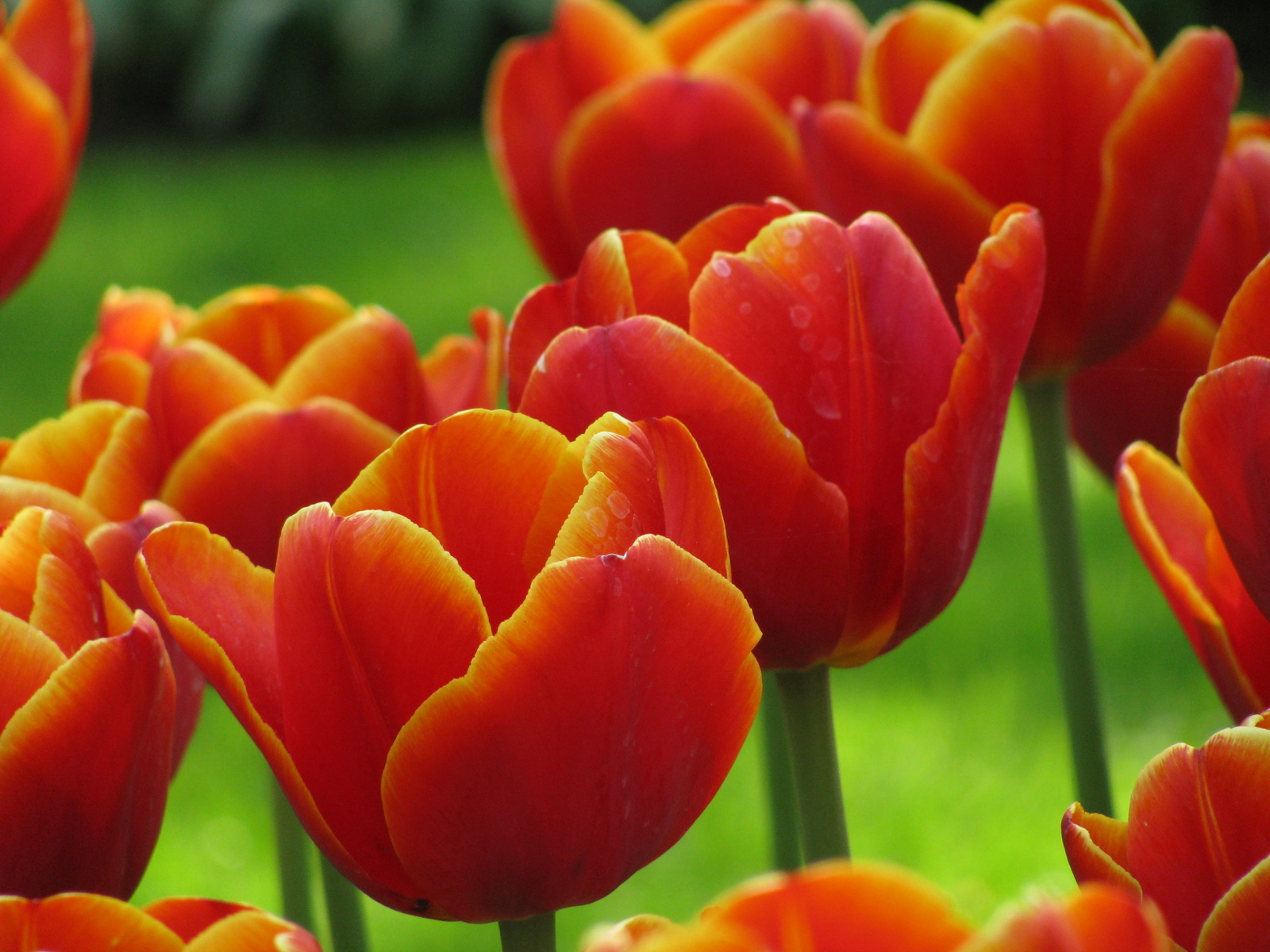
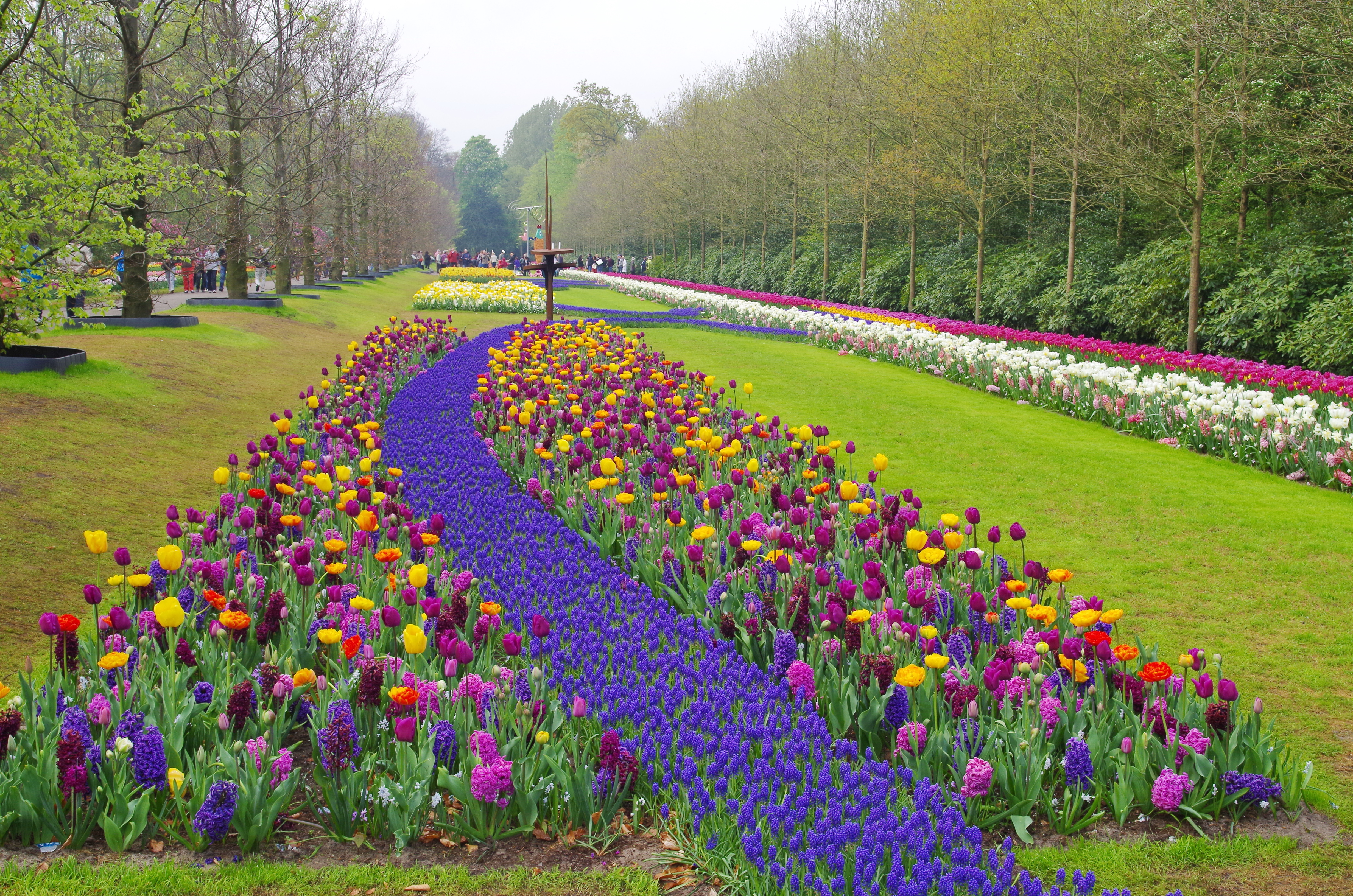
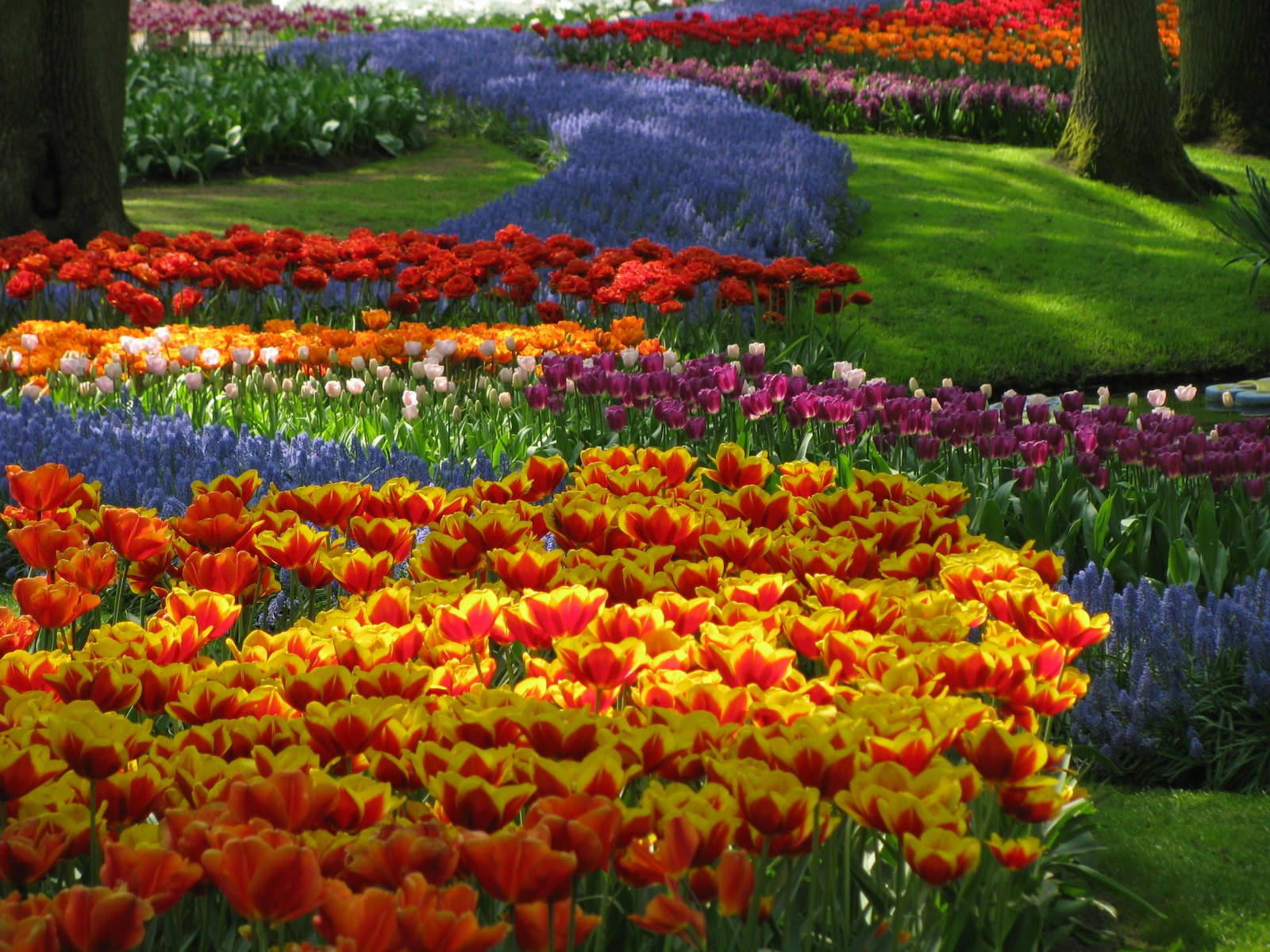
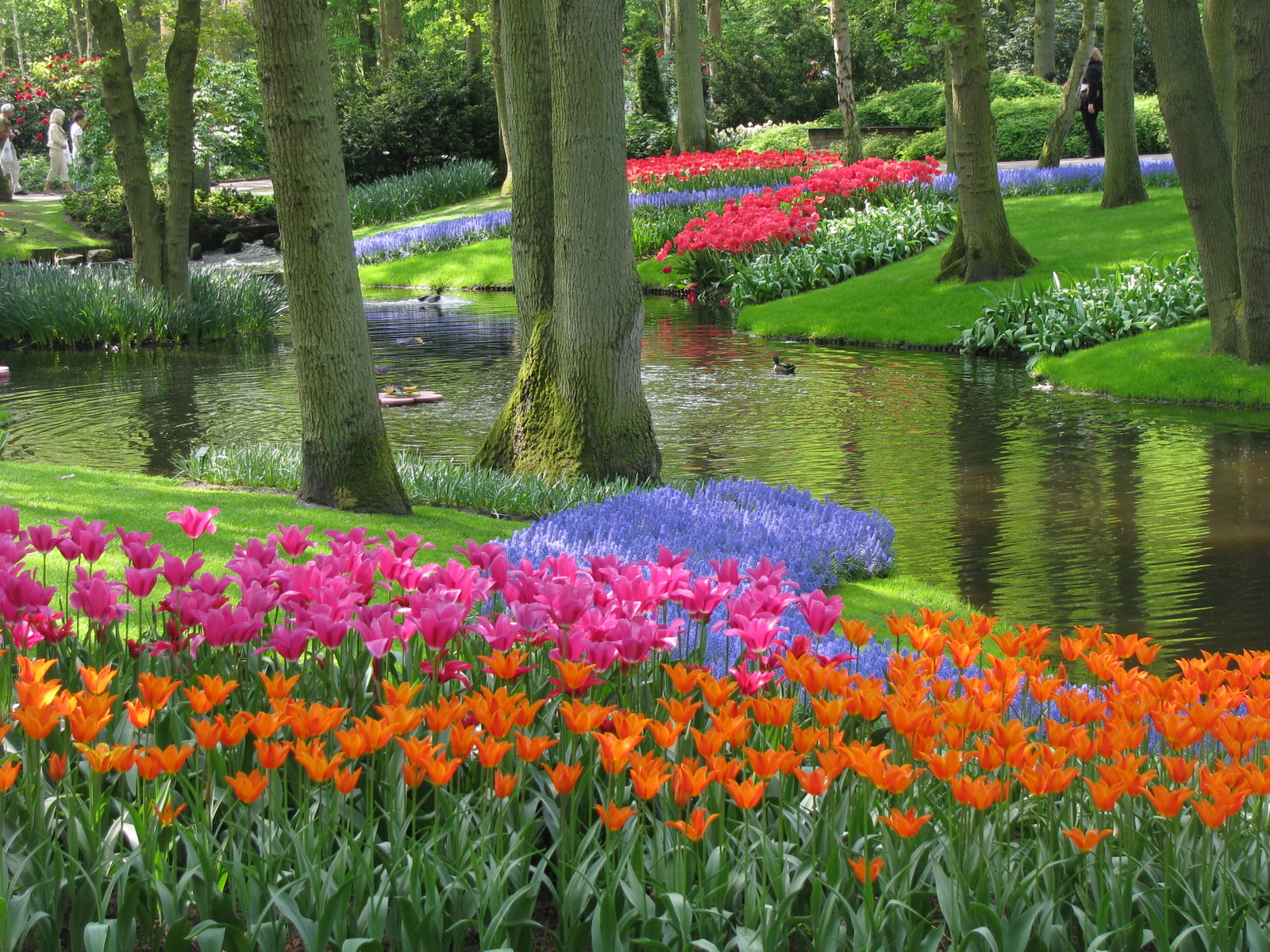